# Concentrazione Nazionale Democratica Liberale
La Concentrazione Nazionale Democratica Liberale è stato un partito politico italiano conservatore e di orientamento monarchico fondato da Alfredo Covelli ed Emilio Patrissi.

## Storia
Covelli e Patrissi fondarono il partito con lo scopo di riunire diverse forze conservatrici e liberali in una formazione politica vicina alla monarchia. La presidenza del partito fu affidata ad Alberto Bergamini, mentre Emilio Patrissi divenne segretario e Covelli vicesegretario.
Nel 1945 la Concentrazione elesse quattro membri alla Consulta Nazionale: Tullio Benedetti, Gustavo Fabbri, Emilio Patrissi e Francesco Starabba. Patrissi poi lasciò il partito per aderire all'Uomo Qualunque.
Alle elezioni del 1946 si presentò insieme al Partito Democratico Italiano nella lista chiamata Blocco Nazionale della Libertà, che ottenne il 2,8% dei voti e 16 seggi all'Assemblea Costituente, eleggendo Alberto Bergamini, Gustavo Fabbri, Tullio Benedetti e Alfredo Covelli.
Alla proclamazione della repubblica, e in opposizione a essa, la Concentrazione si unì con altri partiti e associazioni minori liberali e monarchiche, dando vita al Partito Nazionale Monarchico.